# Mälarhöjdsbadet

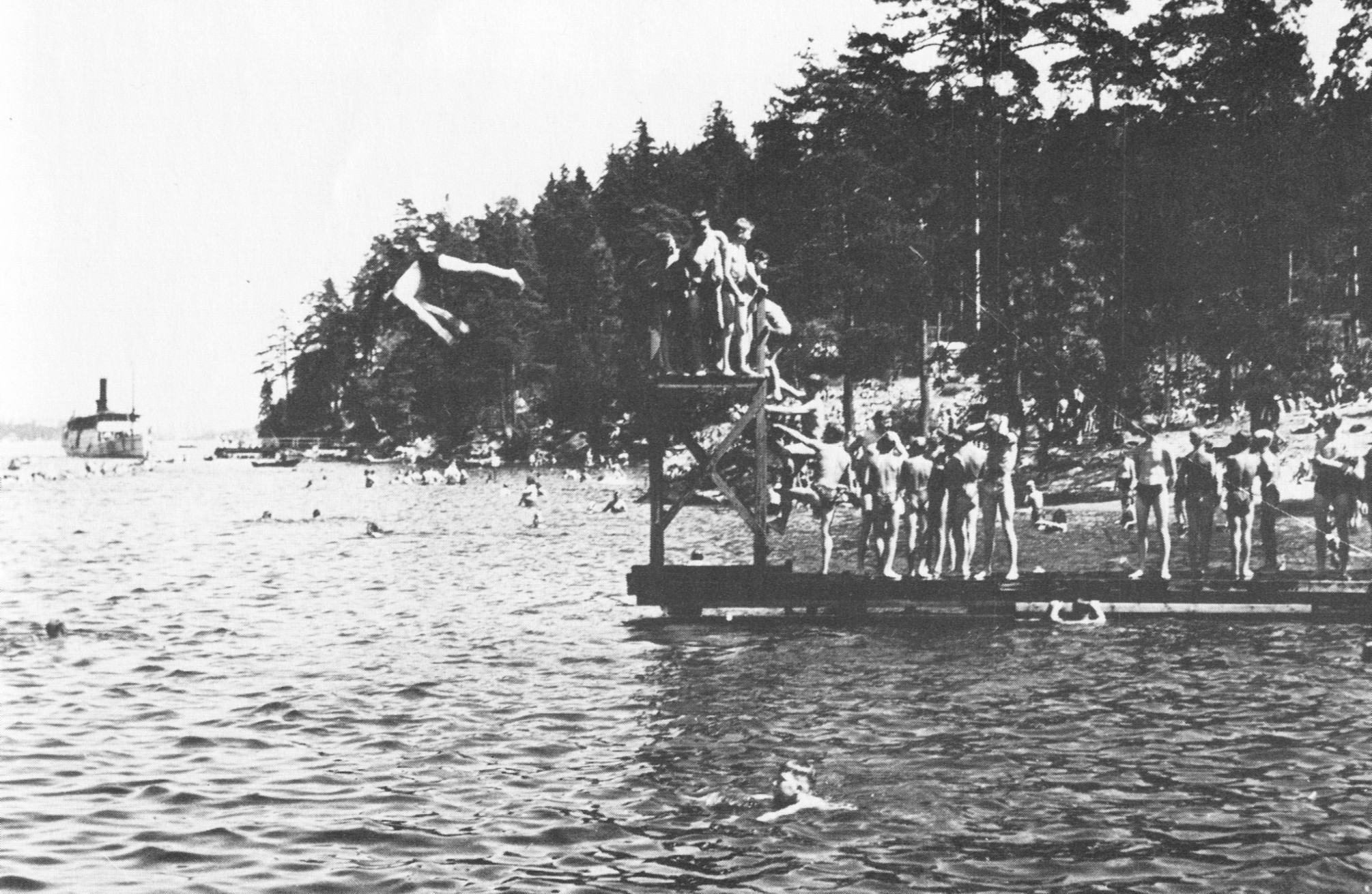
Mälarhöjdsbadet på 1940-talet.

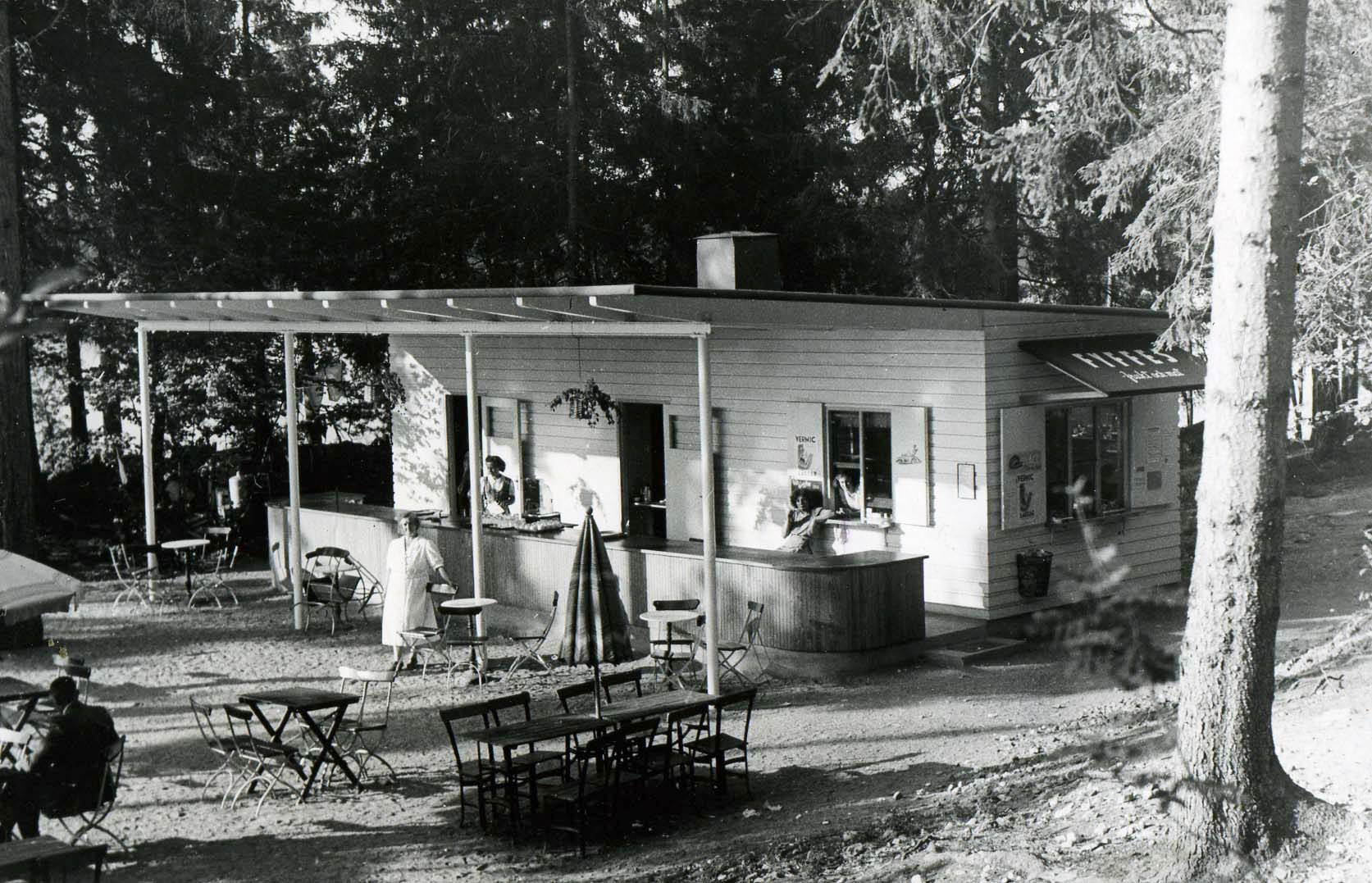
Badets serveringspaviljong 1939.

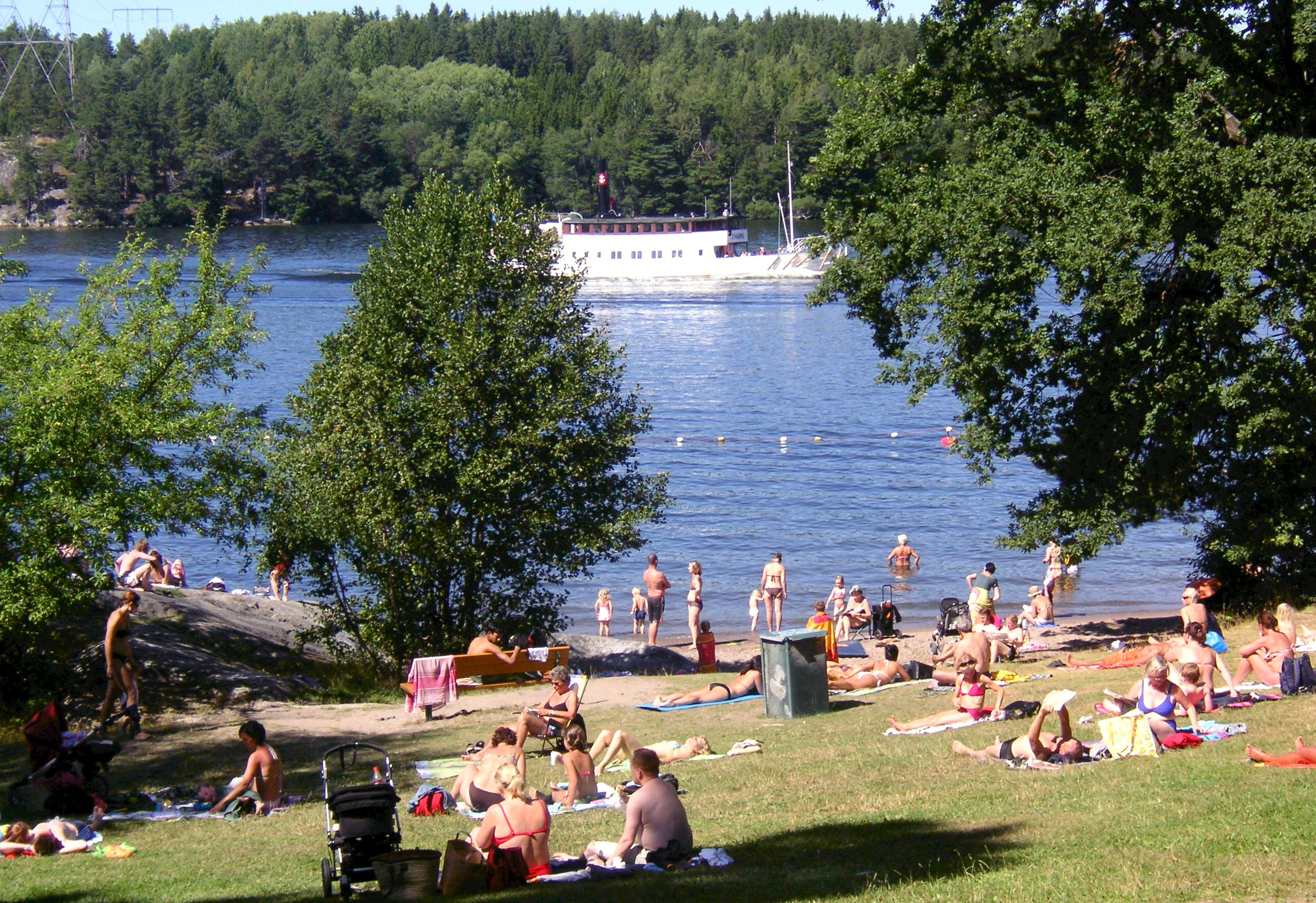
Mälarhöjdsbadet i juli 2008.

Mälarhöjdsbadet är ett offentligt, kommunalt strandbad i Mälaren inom stadsdelen Bredäng i Stockholm. Trots namnet ligger badet inte i Mälarhöjden.

## Historik
Badet började anläggas mot slutet av 1930-talet. Då fanns en brygga med ett två meters hopptorn längst ut och vid stranden stod en serveringspaviljong som inte längre existerar. I samband med att stadsdelarna Bredäng och Sätra växte fram, lades 1969 en motion i stadsfullmäktige angående modernisering av Mälarhöjdens friluftsbad. Där krävdes en modernisering av badet med bland annat bättre sanitära anläggningar och serviceanordningar.
Idag har Mälarhöjdsbadet fler än 200 besökare i snitt per dag under sommarsäsongen och klassas därför som EU-bad, vilket innebär bland annat att vattenkvalitén kontrolleras flera gånger varje säsong av kommunen. Inför badsäsongen 2012 hade Mälarhöjdsbadet högsta betyg (tre stjärnor) "utmärkt" vattenkvalitet enligt EU:s klassificering, beräknad på de senaste fyra årens mätningar.
På Mälarhöjdsbadet finns en 400 meter lång sandstrand med badhytter, servering och ett flytande hopptorn. Parkering sker vid Bredängs badväg, därifrån är det en 350 meter lång promenadväg ner till badplatsen. Man kan även ta buss 135 där det finns en hållplats med samma namn som badet där man kan gå till badet genom Bredängs badväg. Badet ligger inom Sätraskogens naturreservat.